# 大口蛇牙龍鰧
大口蛇牙龍鰧，為輻鰭魚綱鱸形目鱷鱚亞目叉齒鱚科的其中一種，分布於全球各大洋熱帶及亞熱帶海域，屬深海魚類，棲息深度在水深2500公尺，本魚背鰭硬棘11至13枚；背鰭軟條22至25枚；臀鰭硬棘1枚；臀鰭軟條22至25枚，體長可達26公分。